# Realschule
Realschule ist der Name für unterschiedliche Schultypen in Deutschland, der Schweiz und Liechtenstein, in Österreich historisch, beziehungsweise als moderner Schulversuch.

## Geschichte der realen Bildung

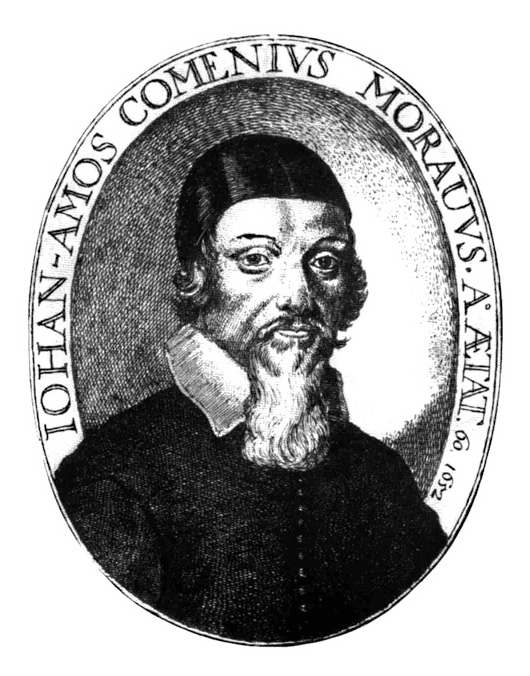
Johann Amos Comenius

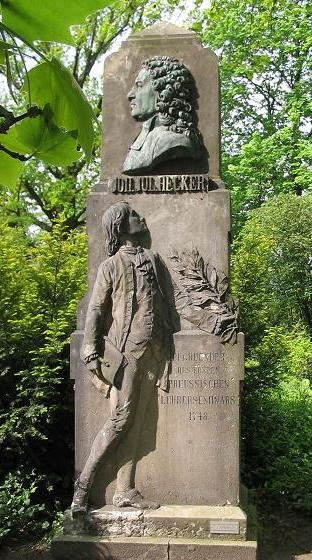
Johann Julius Hecker, Denkmal in Berlin

Die Wurzeln der realen (von lateinisch res = „Sache, Gegenstand“ abgeleiteten) Bildung finden sich bereits im frühen Mittelalter: Walahfrid Strabo (808–849), Benediktinerabt auf der Insel Reichenau, schrieb in seinem Gartengedicht (Hortulus), wie die Erfahrung durch der eigenen Hände Arbeit („propriis palmis“) vergrößert werden kann.
Weitere frühe Ansätze der realen Bildung finden sich bei den Humanisten Erasmus von Rotterdam (1469–1536), Georgius Agricola (1494–1555), Thomas Morus (1478–1535) und Juan Luis Vives (1492–1540), die neben die „Sprachbemeisterung“ die „Sachbemeisterung“ setzten.
Durch die Lateinschulen sah der Adel seine Ziele der Erziehung und Bildung nicht erfüllt und entwickelte die standesspezifischen Ritterakademien. Parallel dazu standen die Bemühungen einzelner Pädagogen um die reale Bildung. Wolfgang Ratke (Ratichius) (1571–1635) forderte die Einführung der Muttersprache in den Unterricht und die Ablösung vom Latein. Johann Amos Comenius (1592–1670) baute darauf die Forderung, die Worte nur in Verbindung mit den Sachen zu lehren. In der „Trivialschule“ des Johannes Raue (1610–1679) wurden Realien bereits in Fächern wie Geometrie, Stenografie und Biologie gelehrt. Für Johann Joachim Becher (1635–1682) hatte die Schule die Aufgabe, über Erziehung und Lehre ein geordnetes Staatsgefüge zu schaffen. Sein Ideal war der handwerklich gebildete Gelehrte, der „nützlich gelehrte“ Wissenschaftler.
Im 18. Jahrhundert erstarkte mit dem Bürgertum der Ruf nach den realbildenden Schulen. Die bisherigen Schulen wurden vom Zeitalter der Aufklärung infrage gestellt. Zunächst blieb die Vermittlung realer Bildungsinhalte noch die Aufgabe einzelner Pädagogen:
Für den Pietisten August Hermann Francke (1663–1727) war der Realismus auch methodisch geprägt. Die Natur zeige die Größe und Allmacht Gottes. Praktische Unterweisungen hatten primär das Ziel, zum Unterhalt seiner Franckeschen Anstalten in Halle (Saale) beizutragen. 1698 gründete Francke in Halle die nach ihm benannten Franckeschen Stiftungen, eine bis heute bestehende soziale Einrichtung.
Der Hallenser Pastor Christoph Semler (1669–1740) gründete 1707 seine „Mathematische und Mechanische Realschule“ mit der Idee, den Unterricht zu veranschaulichen und Techniken zu lehren, die für das spätere Leben und den Beruf notwendig erschienen. Nach einem Misserfolg gründete er sie 1738 noch einmal. Der zweite Versuch endete zwei Jahre später mit Semlers Tod. Semlers Schule trug als erste den Namen „Realschule“, blieb jedoch während ihres Bestehens lediglich eine Ergänzungsschule zur „Teutschen Schule“.
Aus der Teutschen Schule heraus, deren Verbalismus er kritisierte, entwickelte der reformorientierte pietistische Theologe Johann Julius Hecker (1707–1768) ein Fachklassensystem (angelehnt an die von Johann Gottfried Groß geschaffene differenzierte Stoffverteilung je nach Berufswunsch der Schüler) in seiner „Ökonomisch-Mathematischen Realschule“ in Berlin von 1747. Hecker gilt als Gründer der ursprünglichen praxisorientierten Realschule, für die er einen Schulgarten anlegen ließ und der er 1748 das erste preußische Lehrerseminar angliederte.
Zwar war die Bildungsreform Wilhelm von Humboldts gegen Realschulen gerichtet, doch bereits 1832 wurden Abschlüsse der Realschule im Königreich Preußen als Berechtigung zu mittleren Laufbahnen anerkannt. Vor allem berechtigte der Abschluss zum einjährigen freiwilligen Militärdienst statt eines dreijährigen Pflichtdienstes. Daher hieß die mittlere Reife auch das Einjährige. Damit schob sich diese Schulform rechtlich zwischen Gymnasium und Volksschule. Die wenigen Einrichtungen konnten den Bildungsbedarf des Bürgertums aber nicht befriedigen. So entstanden neue Bürgerschulen, daneben unter Zusetzung des Fachs Latein die Höhere Bürgerschule. Aus ihr entwickelte sich 1859 die zum höheren Bildungswesen gehörende Realschule 1. Ordnung (aus der 1882 das Realgymnasium erwuchs). Die Bürgerschule wurde zur lateinlosen Realschule 2. Ordnung, die eine Mittelschule blieb. Die ebenfalls lateinlose Oberrealschule, die jedoch zu den höheren Schulen zu zählen ist, entstand in den 1870er Jahren aus den Gewerbeschulen. Die Abiturientenprüfung (später Abitur) beider neuer Schulformen wurde 1900 mit denen der humanistischen Gymnasien gleichgestellt.
Der Weg zu den heutigen Realschulen verlief jedoch anders: Aus dem Gemisch von mittelbildenden Schulen (höhere Töchter- und Knabenschulen, Stadtschulen, Bürgerschulen und Rektoratsschulen) erwuchs 1872 eine eigenständige Mittelschule. Über drei Neuordnungen in Preußen hinweg hielt sie sich und wurde nach 1945 als eigene Schulform wieder eingerichtet. Je nach Bundesland wurden die Mittelschulen früher oder später in Realschulen umbenannt, weil die Elternschaft den Namen „Mittelschule“ herabsetzend empfand.

## Deutschland
Die Realschule ist eine weiterführende Schule und ein Bildungsgang im gegliederten Schulsystem Deutschlands, der „eine erweiterte allgemeine Bildung“ vermittelt.

Bildungsgänge im deutschen Bildungssystem

### Definition
Die Realschule, die z. T. bis 1965 auch als Mittelschule bezeichnet wurde, ist eine allgemeinbildende weiterführende Schule im Rahmen des gegliederten Schulsystems. Sie umfasst die Klassen 5 bis 10 bzw. 7 bis 10 der Sekundarstufe I und wird mit der mittleren Reife (Realschulabschluss/Fachoberschulreife) abgeschlossen. Im Schuljahr 2005/06 existierten laut Statistischem Bundesamt  2976 Realschulen (0,9 Prozent weniger als im Schuljahr zuvor) mit 1,32 Millionen Schülern (−2 Prozent im Vergleich zum vorherigen Schuljahr). Im Schuljahr 2023/24 waren es nur noch 1699 Realschulen (−42,9 Prozent gegenüber dem Schuljahr 2005/06) mit rund 771.000 Schülern.

### Bildungsauftrag und allgemeine Organisation
Nach den Maßgaben des Hamburger Abkommens der Kultusministerkonferenz (KMK) von 1964 zielt der Unterricht der Realschule auf die Vermittlung einer erweiterten Grundbildung ab. Bei erfolgreichem Abschluss berechtigt diese zur Aufnahme berufsqualifizierender Bildungsgänge, zum Eintritt in die mittlere Beamtenlaufbahn oder zum Besuch höherer Berufsfachschulen bzw. von Fachoberschulen oder der gymnasialen Oberstufe. Dementsprechend ist der Unterricht praxisbezogen, ohne aber auf Wissenschaftsorientierung zu verzichten. Einen breiten Raum nimmt die Thematik der Berufswahlvorbereitung ein, die auf Grund ihrer Komplexität nicht nur in einem, sondern in verschiedenen Unterrichtsfächern, zum Teil fächerübergreifend, bearbeitet wird.
Ab der 7. Klasse besteht für die Schüler die Möglichkeit, im Rahmen des sogenannten Wahlpflichtunterrichts zwischen unterschiedlichen fachlichen Profilen zu wählen. In der Regel bieten die Profile eine naturwissenschaftlich-technische oder wirtschafts- bzw. gesellschaftskundliche Grundbildung an oder ermöglichen das Erlernen einer zweiten Fremdsprache. Welche Richtungen oder Wahlmöglichkeiten angeboten werden, hängt vom jeweiligen Bundesland und gegebenenfalls auch von der einzelnen Schule selbst ab.
Um der Forderung nach der Vergleichbarkeit von Abschlüssen Rechnung zu tragen, verlangen etliche Bundesländer inzwischen verpflichtend eine an den Bildungsstandards der Kultusministerkonferenz orientierte schriftliche Realschulabschlussprüfung, die allerdings in einigen Bundesländern am Ende der 10. Klasse der Gymnasien nicht erwartet wird.
Ein Drittel der mittleren Bildungsabschlüsse wird im berufsbildenden System erworben. Hier liegen derzeit noch keine Bildungsstandards vor.

### Länderspezifische Schwerpunkte

#### Baden-Württemberg
In Baden-Württemberg besucht rund ein Drittel der Schüler die Realschule von Klasse 5 bis 10. Ungefähr ein Drittel der Realschüler besucht im Anschluss ein berufliches Gymnasium und erwirbt so das Abitur. Eine Besonderheit der baden-württembergischen Realschule sind die Fächerverbünde EWG (Erdkunde, Wirtschaftskunde, Gemeinschaftskunde) und NWA (naturwissenschaftliches Arbeiten: Physik, Biologie, Chemie). Am Ende der 6. Klasse muss im Wahlpflichtbereich eines der Fächer Technik (Te), Mensch und Umwelt (MuM) / Alltagskultur, Ernährung und Soziales (AES) oder Französisch (F) gewählt werden, welches dann ab der 7. Klasse jeweils mit drei Wochenstunden unterrichtet wird und als Kernfach für die Versetzung relevant ist. Neben der Realschule gibt es in Baden-Württemberg die Werkrealschule, die ebenfalls zu einem mittleren Bildungsabschluss führt und aus der Hauptschule hervorgegangen ist.

#### Bayern
Die bayerische Realschule vermittelt eine allgemeine und berufsvorbereitende Bildung, indem sie theoretische Fragen umfasst und gleichzeitig praktische Fähigkeiten und Neigungen fördert. Im Jahr 2000 wurde von Ministerpräsident Stoiber und der Kultusministerin Hohlmeier in Bayern die sechsjährige Realschule (R6) eingeführt. Sie umfasst seitdem die Jahrgangsstufen 5 bis 10 und endet mit dem Realschulabschluss. Die bayerische Realschule differenziert ab der 7. Jahrgangsstufe, indem sie vier Wahlpflichtfächergruppen anbietet: den naturwissenschaftlichen Zweig (Zweig I: Kernfächer Mathematik, Physik und Chemie), den wirtschaftswissenschaftlichen Zweig (Zweig II: Kernfach Betriebswirtschaftslehre) und den sprachlichen Zweig (Zweig IIIa: meist Französisch). Sie kann, wenn entsprechende Lehrkräfte vorhanden sind, ergänzt werden im musisch-gestaltenden, hauswirtschaftlichen oder im sozialen Bereich (Zweig IIIb). Typische Wahlpflichtfächer für den Zweig IIIb sind Werken, Haushalt und Ernährung, Sozialwesen, Kunst und Musik. Überdies besteht an der Universität Passau die bisher deutschlandweit einzige Professur für Realschulpädagogik und -didaktik.

#### Nordrhein-Westfalen

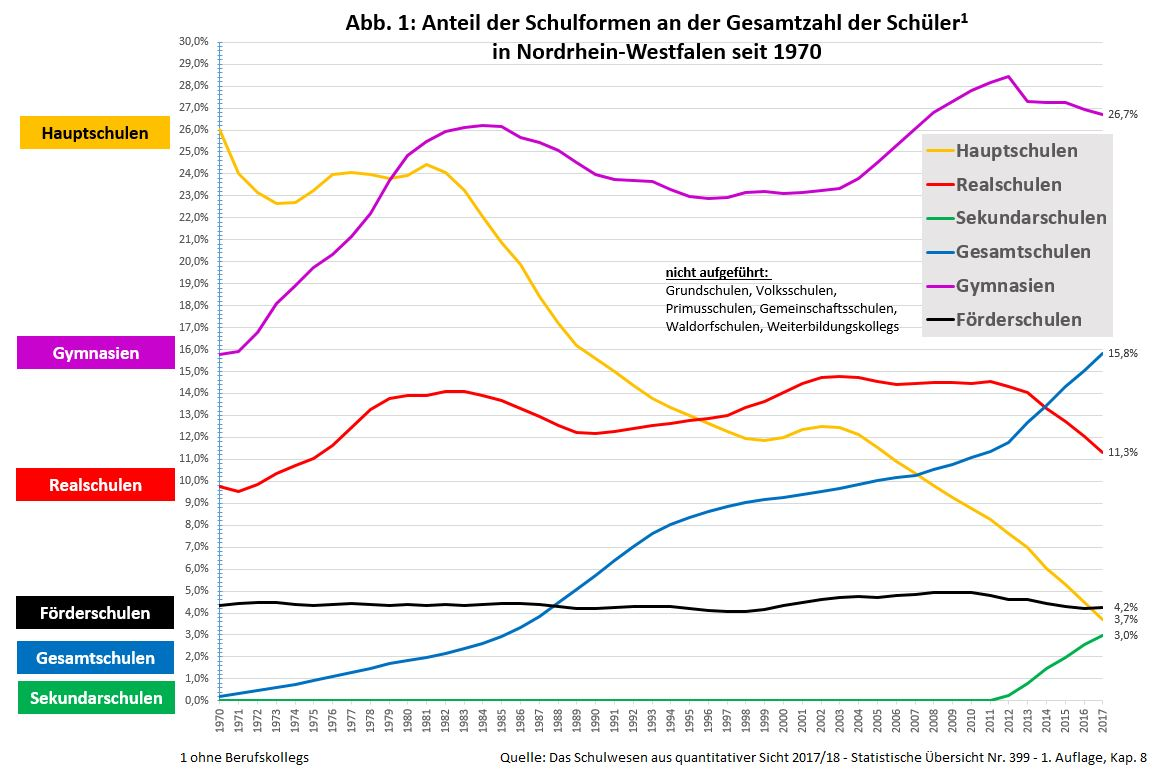
Anteil der Schulformen an der Gesamtzahl der Schüler in NRW seit 1970

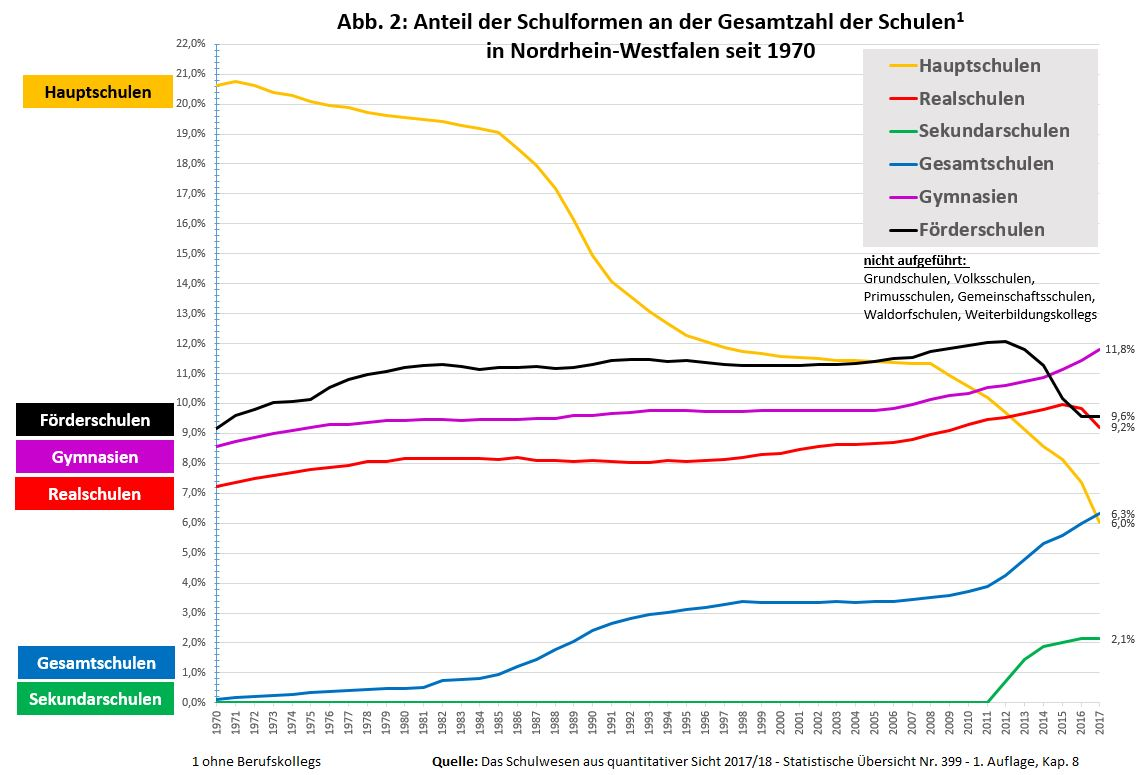
Anteil der Schulformen an der Gesamtzahl der Schulen in Nordrhein-Westfalen seit 1970

Die Realschule in Nordrhein-Westfalen ist eine Schulform des gegliederten Schulwesens aus Gymnasium, Realschule und Hauptschule, welche eine erweiterte Allgemeinbildung vermittelt. Sie umfasst die Jahrgänge 5 bis 10, wobei die Jahrgänge 5 und 6 als pädagogische Einheit die Erprobungsstufe bilden, in der die Eignung der Schüler für den weiteren Besuch der Realschule ab Klasse 7 überprüft werden soll. An der Realschule können der mittlere Abschluss (Fachoberschulreife), der mittlere Abschluss mit Qualifikationsvermerk (Fachoberschulreife mit Berechtigung zum Besuch der gymnasialen Oberstufe), der Sekundarabschluss I (Hauptschulabschluss nach Klasse 10) und der einfache Hauptschulabschluss (nach Klasse 9) erworben werden.
Die quantitative Bedeutung der Realschule hat sich seit der Gründung von Gesamtschulen um das Jahr 1970 kaum verändert (vgl. Abb. 1), wohl auch, weil im Realschulbereich spektakuläre Reformeingriffe weitgehend unterblieben sind. Auch die Tatsache, dass die Realschule mit der Gründung von Sekundarschulen seit 2011 und der damit verbundenen Schließung von Haupt- und Realschulen einen Aderlass hinnehmen musste, ändert an dieser grundsätzlichen Feststellung nichts, zumal dieser Prozess seit 2018 weitgehend abgeschlossen zu sein scheint. Die Neugründung von Sekundarschulen, vor allem in kleineren Städten und Gemeinden, ist nahezu vollständig zum Erliegen gekommen (vgl. Abb. 2). Während der Sekundarschule als „kleiner Gesamtschule“ ohne eigene Oberstufe keine dauerhafte Zukunft prognostiziert wird, gehen Wissenschaftler davon aus, dass die Realschule auch in Zukunft das Schulsystem Nordrhein-Westfalens als eigenständige Schulform mitbestimmen wird. Eine Stärkung der Realschulen wird auch darin gesehen, dass es der Gesetzgeber Schulträgern ermöglicht, an Realschulen einen eigenständigen Bildungsgang „Hauptschule“ ab Klasse 5 einzurichten. Zur Profilbildung der Realschulen in NRW soll weiterhin beitragen, dass sie ab dem Schuljahr 2020/21 ein verpflichtendes Kernfach „Wirtschaft“ und auch ein Wahlpflichtfach „Wirtschaft“ anbieten. Hier ist eine parallele Entwicklung zum wirtschaftswissenschaftlichen Wahlpflichtbereich mit Kernfach „Betriebswirtschaftslehre“ der Realschulen in Bayern erkennbar.

#### Bundesländer mit integriertem Schulsystem
In vielen Bundesländern existieren Gesamtschulen. In der kooperativen Form sind die drei Schulformen Gymnasium, Realschule und Hauptschule unter dem Dach der Gesamtschule zu erkennen, in der integrierten Form nicht mehr. In beiden Arten von Gesamtschulen wird der mittlere Bildungsabschluss vergeben. In den sogenannten Gemeinschaftsschulen (in Schleswig-Holstein eingeführt) wird dieser Abschluss ebenfalls angeboten.

#### Bundesländer mit teilintegriertem Schulsystem
In vielen Bundesländern ist die Realschule als eigenständige Schulform entweder abgeschafft oder, wie in den neuen Bundesländern, gar nicht erst errichtet worden. Sie existiert jedoch weiterhin in Form eines teilintegrierten Bildungsganges, das heißt, die Bundesländer stellen durch ihr Schulsystem sicher, dass der mittlere Bildungsabschluss erworben werden kann.
Brandenburg legte 2005 alle Realschulen und Gesamtschulen ohne gymnasiale Oberstufe zur Oberschule zusammen.
In Berlin wurde zum Schuljahr 2010/2011 die Realschule zusammen mit der Hauptschule und der Gesamtschule in die integrierte Sekundarschule integriert. Somit gibt es nur noch zwei Schulformen im Land Berlin, das Gymnasium und die integrierte Sekundarschule.
Bremen fasste 2004 die Haupt- und Realschulen zur Sekundarschule zusammen. In dieser werden bis zur 6. Klasse alle Schüler gemeinsam unterrichtet. Ab der 7. Klasse findet in den Fächern Mathematik und Englisch eine kursbezogene Leistungsdifferenzierung statt, ab der 8. Klasse auch im Fach Deutsch. Ab der 9. Klasse werden die Schüler in abschlussbezogene Profilklassen (Haupt- bzw. Realschulprofilklassen) eingestuft.
Im Saarland wurde vor einigen Jahren die Realschule mit der Hauptschule zusammengelegt. Die neue Schulform ist nun die Erweiterte Realschule, in der die Schüler in den Klassen 5 und 6 gemeinsam lernen, ab der 7. Klasse dann aber in verschiedene Zweige aufgeteilt werden (Haupt- und Realschulzweig). Ähnliche Wege gingen Mecklenburg-Vorpommern und Rheinland-Pfalz mit der Einrichtung Regionaler Schulen (die in Rheinland-Pfalz im Jahr 2009 in Realschulen plus überführt wurden), Sachsen mit der Errichtung der Mittelschule, Sachsen-Anhalt mit der Zusammenlegung des Haupt- und Realschulbildungsganges in sogenannte Sekundarschulen sowie Thüringen mit der Einführung der Regelschule.

## Österreich
Der Begriff Realschule wird seit dem 18. Jahrhundert als Bezeichnung für eine berufsbezogene Schulart verwendet, wurde in der Politischen Schulverfassung 1805 erstmals gesetzlich verankert und als dreijährige Anstalt für Kaufleute, Kameralisten, Landwirte und „Künstler höherer Art“ definiert. 1849 wurde vorgesehen, eine allgemeinbildende sechsklassige Realschule zu schaffen. Sie trat erst 1868 als Prototyp einer höheren Schule ohne Latein mit lebenden Fremdsprachen und Betonung der mathematisch-naturwissenschaftlichen Ausbildung in Konkurrenz zum Gymnasium. Zunächst waren Realschulen siebenklassig. 1927 erhielten sie eine zusätzliche achte Klasse, und somit wurde die Realschule ein dem Gymnasium gleichwertiger Schultyp, der seit 1962 als Realgymnasium, eine Alternative zum humanistischen Gymnasium, geführt wird. Bei entsprechender Trägerschaft begegnet man auch den Bezeichnungen (k.k.) Staatsrealschule während der Monarchie und Bundesrealschule seit der Republikgründung.
Seit einiger Zeit gibt es in einigen Bundesländern (zum Beispiel in der Steiermark) auch eine Schulform Realschule als Privatschule als integrierten Teil einer Hauptschule. Sie umfasst sechs Jahrgänge und legt auf das Lernen von Fremdsprachen, Projektunterricht, Vermittlung von EDV-Kenntnissen und intensive Berufsvorbereitung einen großen Wert.

## Schweiz
Die Bezeichnung der Schulstufen hat sich mit der Zeit verändert. Was etwa im 19. und in der ersten Hälfte des 20. Jahrhunderts Realschule genannt wurde, entspricht oft der heutigen Sekundarschule, also der Schule mit erhöhten Anforderungen.
Heute bezeichnet die Realschule (franz. école à exigences de base, ital. scuola di avviamento, rätorom. scola reala) in mehreren Kantonen der Schweiz eine Abteilung der Sekundarstufe I für Jugendliche mit schulischen Grundansprüchen. Sie dauert drei Jahre, erweitert den Unterrichtsstoff der Primarschule und bereitet auf Berufslehren vor.
Einen Überblick über die Bezeichnung der Schultypen der Sekundarstufe I der einzelnen Schweizer Kantone bietet die Tabelle im Abschnitt Sekundarstufe I im Artikel Bildungssystem in der Schweiz.

## Liechtenstein
In Liechtenstein ist die Realschule eine Abteilung der dreistufigen Sekundarstufe I und richtet sich im Gegensatz zur Schweiz an Jugendliche mit erhöhten schulischen Ansprüchen. Sie dauert vier Jahre und bereitet auf Berufslehren, aber auch auf den Übertritt in das Gymnasiums, die Berufsmaturitätsschule und die Fachmittelschulen vor. Sie wird von etwa der Hälfte der Liechtensteiner Sekundarschülerinnen und -schüler besucht.

## Schweden
In Schweden gab es von 1905 bis 1962 die Schulform Realschule („Realskola“). Sie wurde durch die „Enhetsskola“ abgelöst, die der Gesamtschule/Gemeinschaftsschule im deutschsprachigen Raum vergleichbar ist.